# ستيف أندرسون
ستيف أندرسون (بالإنجليزية: Steve Anderson)‏ (13 نوفمبر 1946 - ) هو مدرب كرة قدم ولاعب كرة قدم بريطاني في مركز حراسة المرمى. لعب مع نادي دمبرتون ونادي إيست فيف ونادي ألوا أثليتيك.